# Giovanni Ticozzi
Giovanni Ticozzi, (nacido en Pasturo en 1897 - 1958) ordenado presbítero en 1923, enseñó idiomas y literatura clásicos en el Liceo clásico Alessandro Manzoni de Lecco.
Fue decano de la misma escuela desde 1941 a 1958, sino por el periodo de detención que siguió su arresto por la participación en la guerra de liberación. Al final de 1943 fue nombrado jefe del Comitato di Liberazione Nazionale de Lecco, en representación de los Católicos. Fue preso el día 30 de octubre de 1944 en Lecco y confinado en la prisión de San Donnino prison de Como y el 22 de diciembre fue trasladado a la penitenciaría de San Vittore de Milán. Unos días después fue condenado a la detención por el Tribunal especial. Fue liberado gracias a la intervención de Ildefonso Schuster, el arciobispo de Milán. Confinado en un pequeño pueblo del lago de Como, fue reintegrado en su cargo de jefe del Liceo Alessandro Manzoni el día 7 de mayo de 1945.
Destacado representante de la vida cultural de la ciudad de Lecco en los años después de la Segunda Guerra Mundial, creó un círculo cultural cuyo interés principal eran los estudios literarios y publicó un libro de recuerdos sobre su vida: Frammenti di Vita.
Murió serenamente el día 19 de febrero de 1958 sentado en su escritorio de decano.
Una escuela media de la ciudad de Lecco lleva su nombre.